# ささら

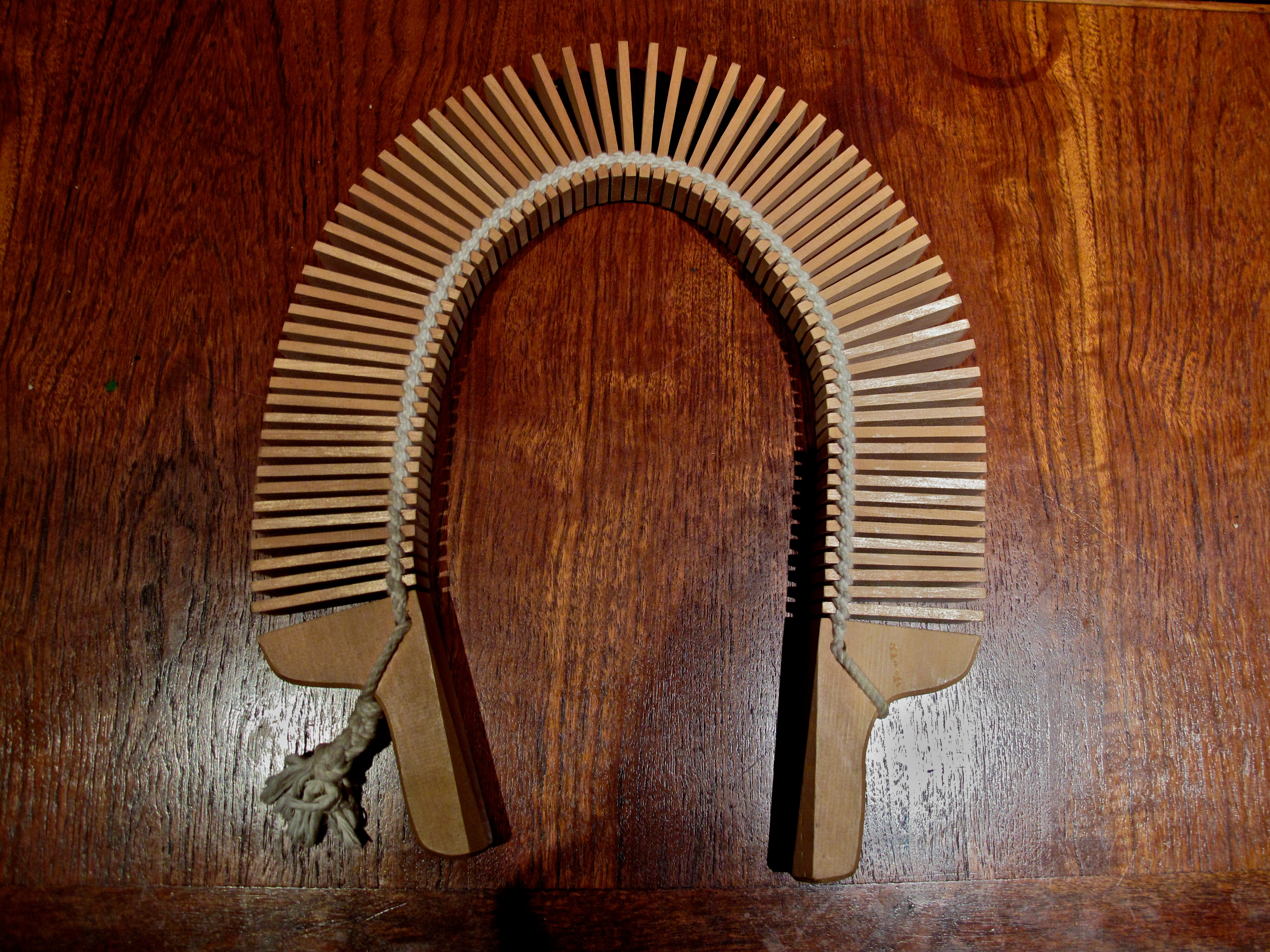
びんざさら（こきりこささら）

ささら（簓）とは、竹や細い木などを束ねて作製される道具の一つである。洗浄器具として用いられるほか、楽器や日本の伝統的な大衆舞踊の際の装身具の一部としても用いられる。また、これを伴奏楽器として用いる音曲や舞踊を「ささら」と称することも多い。

## 洗浄器具
ささらは、たわしと同様に食器類の洗浄に用いる器具である。
束になった竹の半分程度を持ち手として半分程度を洗浄面に押しつけて使用する。比較的長くて硬いため、鍋を傷つけずにこびりついたり焦げついた汚れを落とすときに重宝する。21世紀初頭の現在では亀の子たわしや金属製のたわしが普及したため一般家庭で使用されていることは少ないが、中華料理店等で中華鍋等を洗浄する際に用いられる場合もある。
新品は竹の粘りがあり、使用者が腕力を使ってもしならないことから使いづらい面もある。しかし、徐々に使い古されることにより繊維が細かくなることで柔らかくなり比較的腕力を要しないで使用することが可能となる。ただし、あまりにも竹の繊維が弱くなると鍋等を洗う用途から外れる場合が多い。この状態を「腰がなくなる」や「へたる」などと表現する。

## 楽器

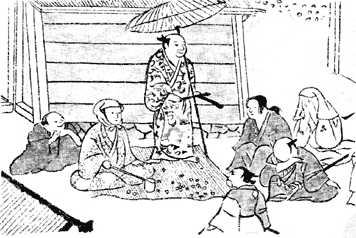
八坂神社所蔵『洛中洛外図』（元和年間）にみえる屋外での説経節
----
土佐派絵師の手になるものといわれる。大傘をかざし、むしろの上で棒ささらを摺って説経語りをしている。ひしゃくで投げ銭を集めている人物、顔をおおって泣いている聴衆の姿なども確認できる。

ささらとは、茶筅を長くしたような形状をしており、竹の先を細かく割ってつくり、「ささら子」という刻みをつけた細い棒でこするとサラサラと音のする道具である。この音は、歴史的には「ささら」と把握され、秋の稲穂が擦れあう擬音を意味してきた。楽器の「ささら」は、この擬音を表現する道具という意味に由来する名であり、漢字ではしばしば編木という表記がなされる。
古代末から鎌倉時代にかけて大流行した田楽でもささらが用いられ、現在でも各地に伝承された民俗芸能には、びんざさらを使う躍り系の田楽と、擦（す）りささらを使う田囃子（はやし）系の田楽とに分かれる。
中世にあって、各地で語られた説経節においても演者はこれを伴奏として活用した。説経節は当時、野外芸能（大道芸・門付芸）として、主として下級宗教者によって担われ、かれらは喜捨を求めて市の立つ殷賑の場所や大寺社を語り歩いたため、説経語りをする芸能者は「ささら乞食」とも呼ばれた。近世に入り、人形操りと提携して劇場芸能化したのちもささらは用いられたが、やがて三味線が主たる伴奏楽器となり、現在伝わる説経節では、ささらはあまり使用されていない。
田楽を含む神楽系の芸能では、現在もささらが使用される例が多い。ささらを使った舞をささら舞、踊りをささら踊りという。全て五穀豊穣の意味があり、地方によっては魔よけの意味をもつこともある。
びんささら舞

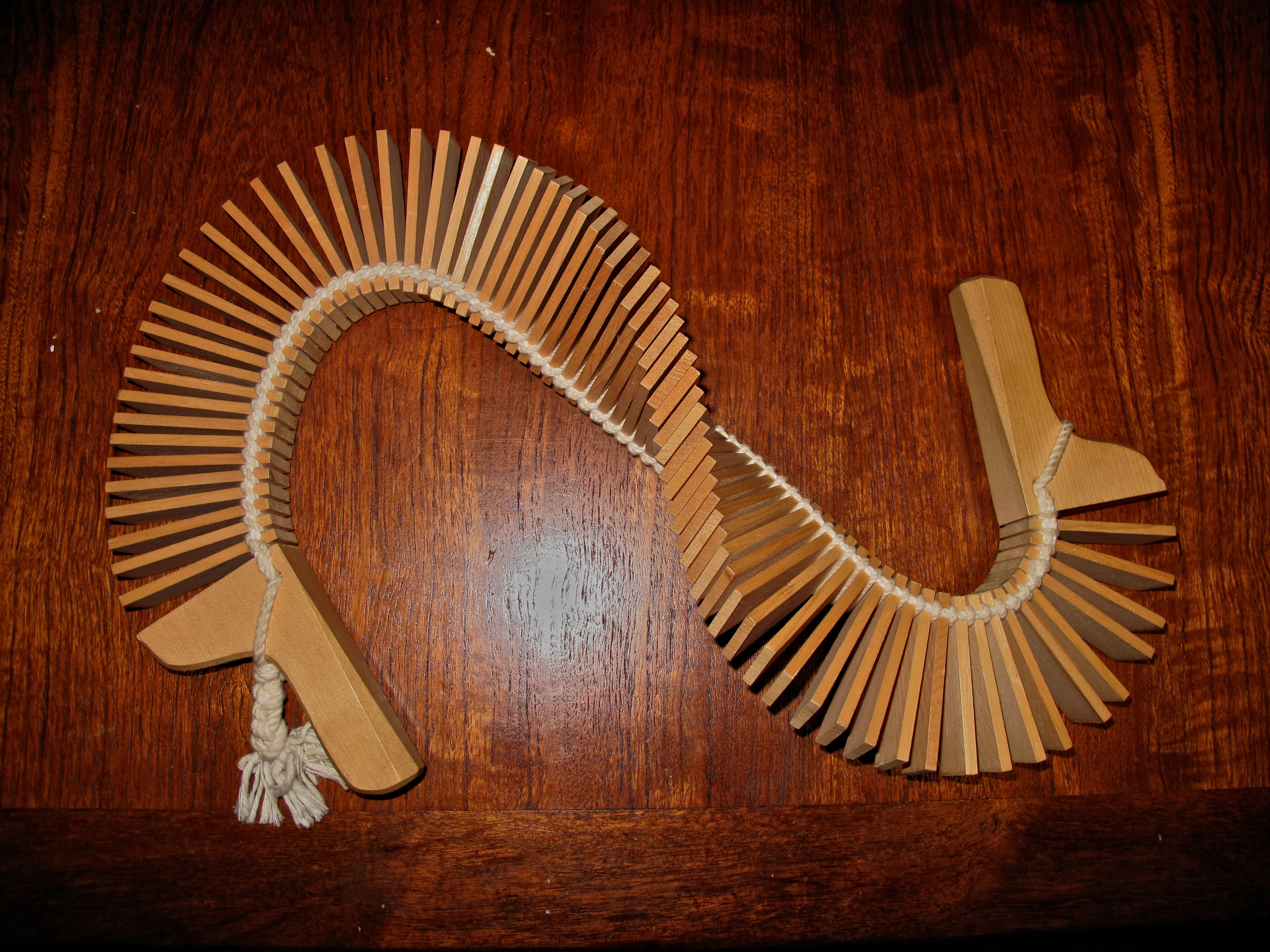
こきりこささら（びんざさら）

「びんざさら舞」を奉納するのは浅草神社（三社様）例大祭・三社祭。5月14日の大名行列の後に浅草神社拝殿と神楽殿で行われる。五穀豊穣を祈願して、三社様に奉納する奉納舞で、「びんざさら舞」は『びんざさら八か町』と呼ばれる八つの町で守られて、それ以外の人は舞うことができない。昔、田植えの時に百姓たちが豊作を願い、笛や太鼓を鳴らして歌い踊る田楽が各地にあったが、「びんざさら舞」は浅草の地に根付いた田楽舞として、室町時代ごろから受け継がれてきた。「びんざさら」とは、多くの田楽に用いられた楽器の名前で、チベットが発祥の地だと言われていて、浅草のは五箇山と違って金色の色である。派手な動きではなく、静かにゆっくり舞う。お祭りの騒がしさの中、太鼓と笛の音が響き、神秘的な世界に包まれる。かつて「千束郷」と呼ばれていた浅草一体の豊かな田んぼの風景が「びんざさら舞」によって、年に一度よみがえる。
こきりこささら（びんささら、板ささら）
富山県五箇山地方の民謡である、「こきりこ節」を歌って踊る際に用いる民俗楽器。108枚の木片と両端のグリップを、ひもで結びつけた形をしている。演奏は両手でそれぞれのグリップを握りアーチ状に保持した後、片手のスナップを効かせる。すると木片が隣の木片へと次々に衝撃を伝え、このとき発する衝撃音で「シャ」という擦過音に近い打音が響く。
棒ささら
多数の溝を彫り込んだ木製の棒を、細い棒で擦ることにより音を発する民俗楽器。上述した本来のささらとは棒ささらのことである。茨城県で多く見られ、秋田県下の旧久保田藩領内には佐竹氏の転封により多くのささら芸能がつたわっている。

## ササラ電車

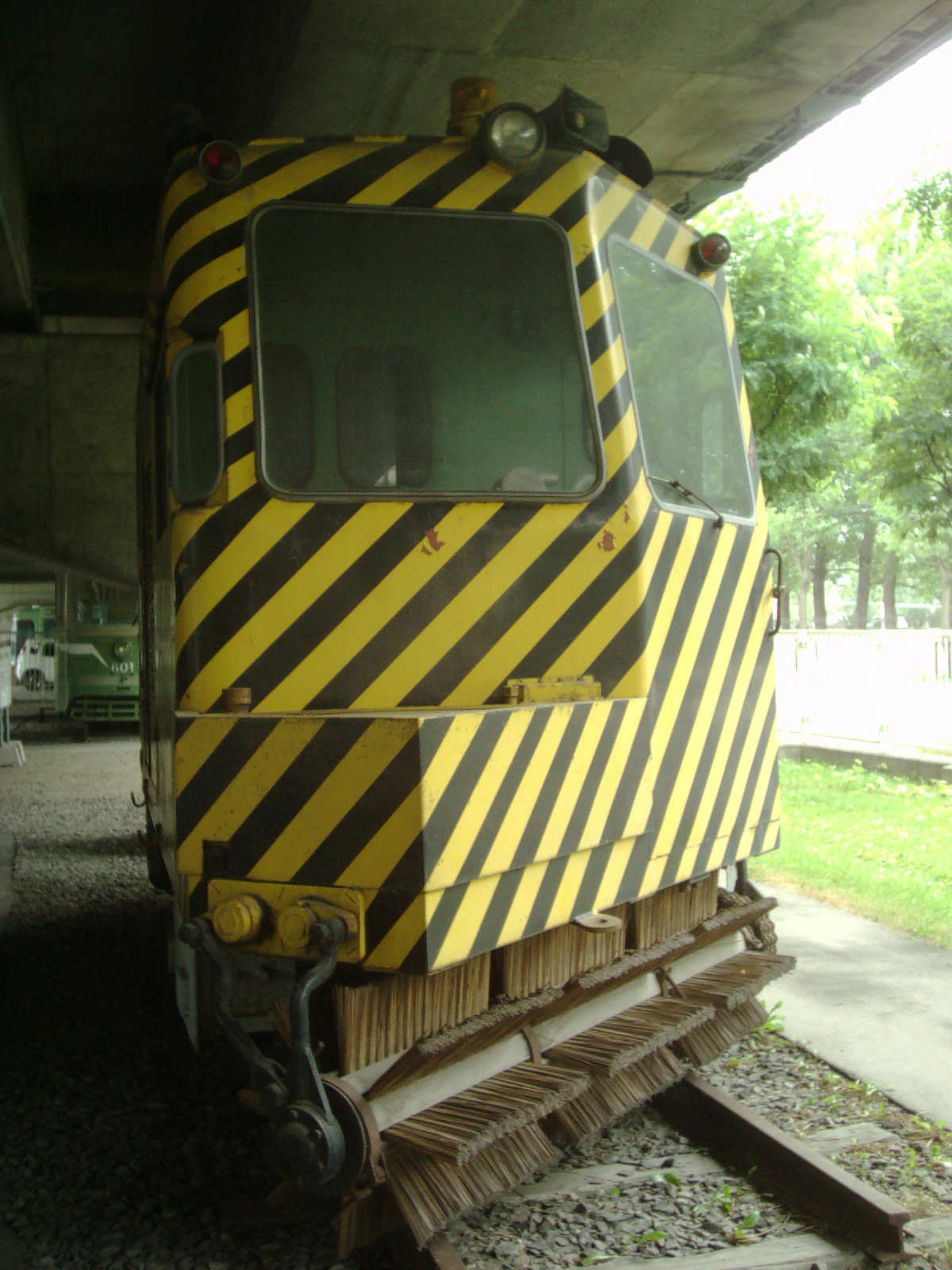
ササラ気動車

北海道の路面電車（2014年現在運用されているのは札幌市電と函館市電）では積雪時に併用軌道での除雪を行う際に竹製の回転式ブラシを取り付けた除雪車両を運行する。この車両は「ササラ電車」と呼ばれる。

## 建築
簓子下見（ささらこしたみ）
下見板（したみいた）の断面形状に合わせて連続した切込みを入れた簓子（ささらこ）と呼ばれる棒状の木材の縁で下見板を固定する壁の形式。なお、切込みを入れない押縁（おしぶち）で下見板を固定するものを押縁下見（おしぶちしたみ）と呼ぶ。
簓桁階段（ささらげたかいだん）
簓桁（ささらげた）と呼ばれる連続した切込みを入れた板の上に踏板を配置した形状を持つ階段。それに対して、側桁（がわげた）と呼ばれる板で踏板を両側から挟みこむ形状を持つものを側桁階段（がわげたかいだん）と呼ぶ。